# Netvařec
Netvařec je rod rostlin z čeledi bobovité (Fabaceae), zahrnující asi 15 druhů rostoucích v Severní Americe. Jsou to převážně keře se zpeřenými listy a hustými klasovitými květenstvími drobných kvítků s korunou redukovanou na jediný lístek. V Česku je pěstován jako okrasný keř netvařec křovitý (Amorpha fruticosa).

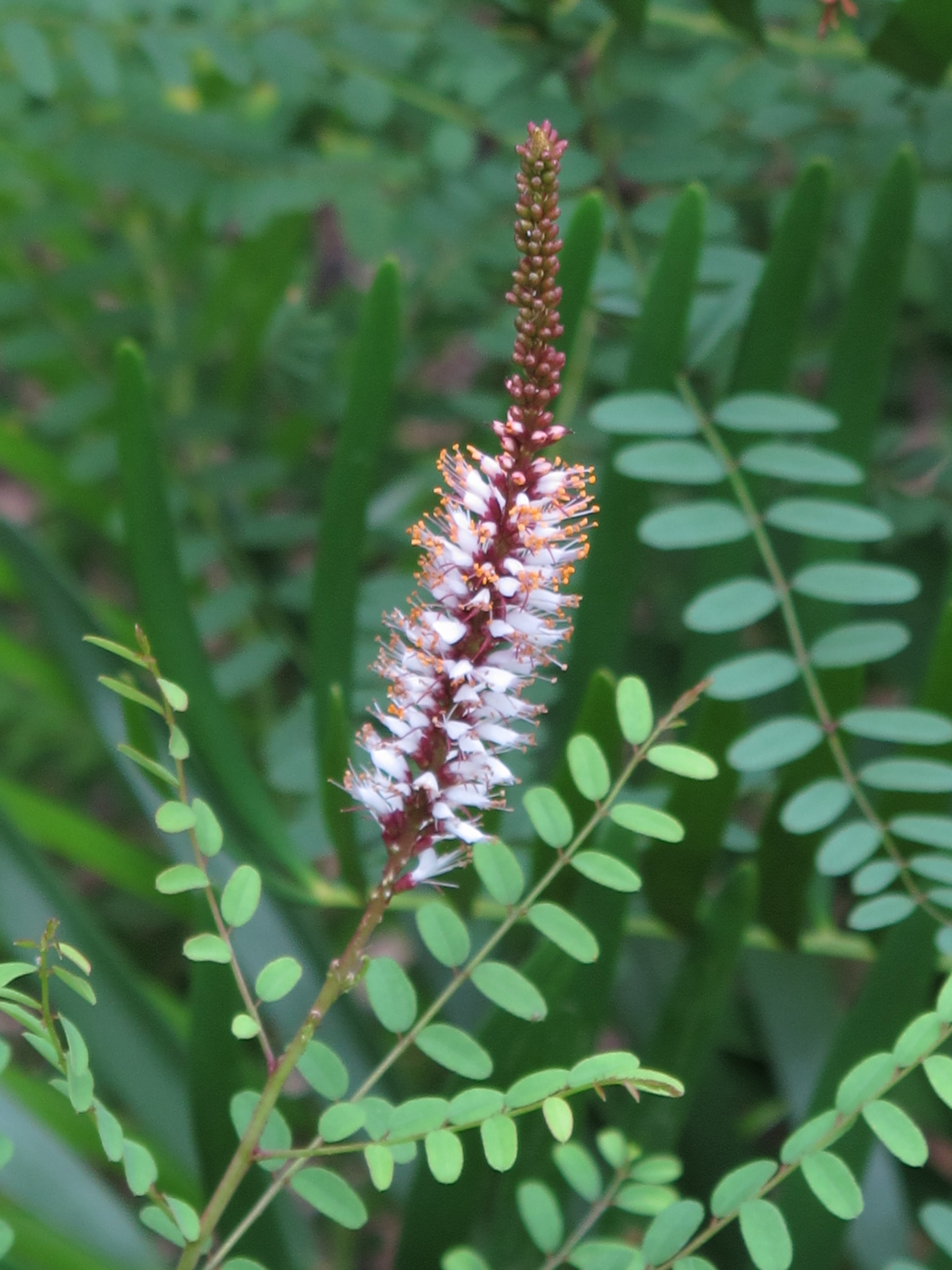
Netvařec bylinný (Amorpha herbacea)

## Popis
Netvařce jsou opadavé keře a polokeře, řidčeji byliny se střídavými lichozpeřenými listy, dorůstající obvykle výšky 1 až 4 metry. Listy jsou složené z četných drobných, celokrajných nebo zubatých, žláznatě tečkovaných lístků. Palisty jsou opadavé, případně chybějí. Květy jsou drobné, uspořádané v hustých přímých vrcholových hroznech. Kalich je kuželovitý, s 5 laloky z nichž spodní je nejdelší. Koruna je fialová, bílá až temně purpurová a je tvořena pouze jediným lístkem (pavézou), ostatní části koruny charakteristické pro květy většiny bobovitých chybějí. Tyčinek je 10, dlouze vyčnívají z květů a jsou dvoubratré, 9 z nich je srostlých nitkami a 1 horní je volná. Semeník je přisedlý a obsahuje 1 až 2 vajíčka. Plodem je nepukavý krátký lusk obsahující 1 až 2 okrouhlá a slabě zploštělá lesklá semena.

## Rozšíření
Areál rozšíření netvařců sahá od jižní Kanady přes většinu území USA po severní Mexiko. Rod zahrnuje celkem asi 15 druhů. Rostou zejména na suchých slunných stanovištích jako jsou prérie, pláně a úbočí kopců až do nadmořské výšky 1600 metrů. Některé druhy rostou také podél vodních toků.

## Ohrožené druhy
Netvařec Amorpha herbacea var. crenulata (syn. A. crenulata) roste na Floridě na území o rozloze ne větší než 50 km2. Celkový počet rostlin se odhaduje na 1500. V Červeném seznamu ohrožených druhů IUCN je tento taxon veden jako kriticky ohrožený.

## Obsahové látky
Netvařec křovitý (Amorpha fruticosa) obsahuje v listech a plodech jedovaté isoflavonové rotenoidy tefrosin, toxikarol, rotenon a amorfigenin a chromenoflavanon amorinin.

## Zajímavosti
Odborný název pro netvařec, Amorpha, je odvozen z řeckého amorphos (beztvarý) podle nedokonalé koruny květů. Netvařec křovitý se velice snadno vegetativně množí a každý kousek výhonu vložený do půdy se ujímá.

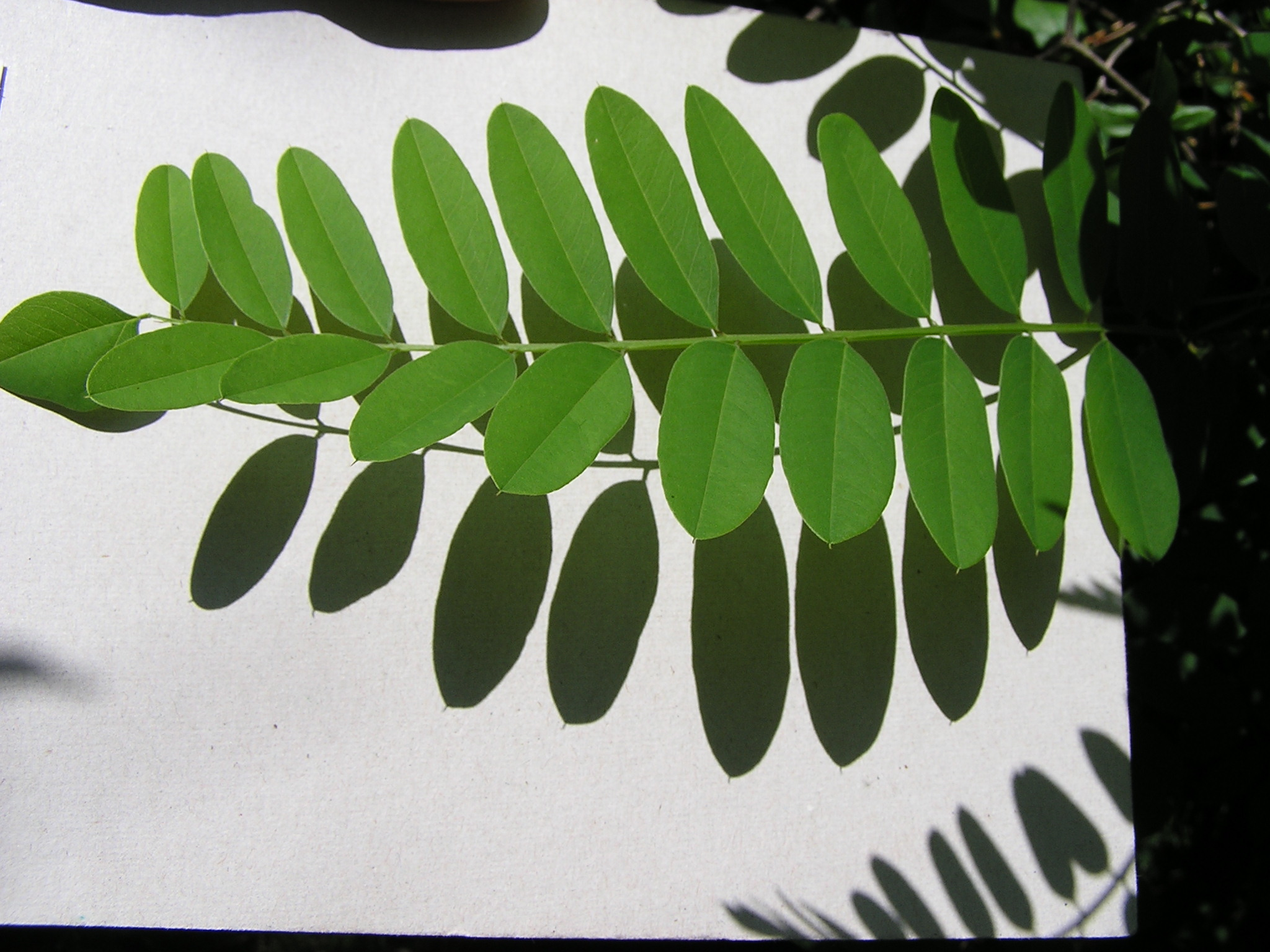
List netvařce křovitého
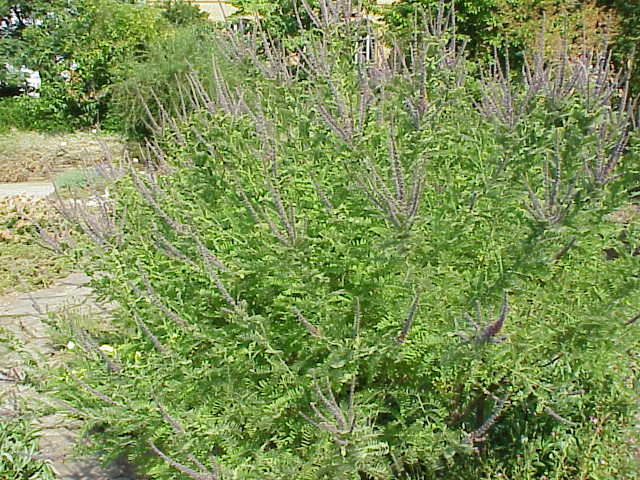
Kvetoucí netvařec šedavý
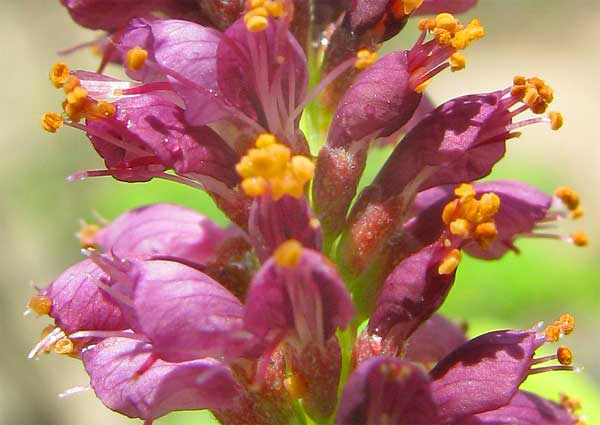
Detail květů netvařce křovitého
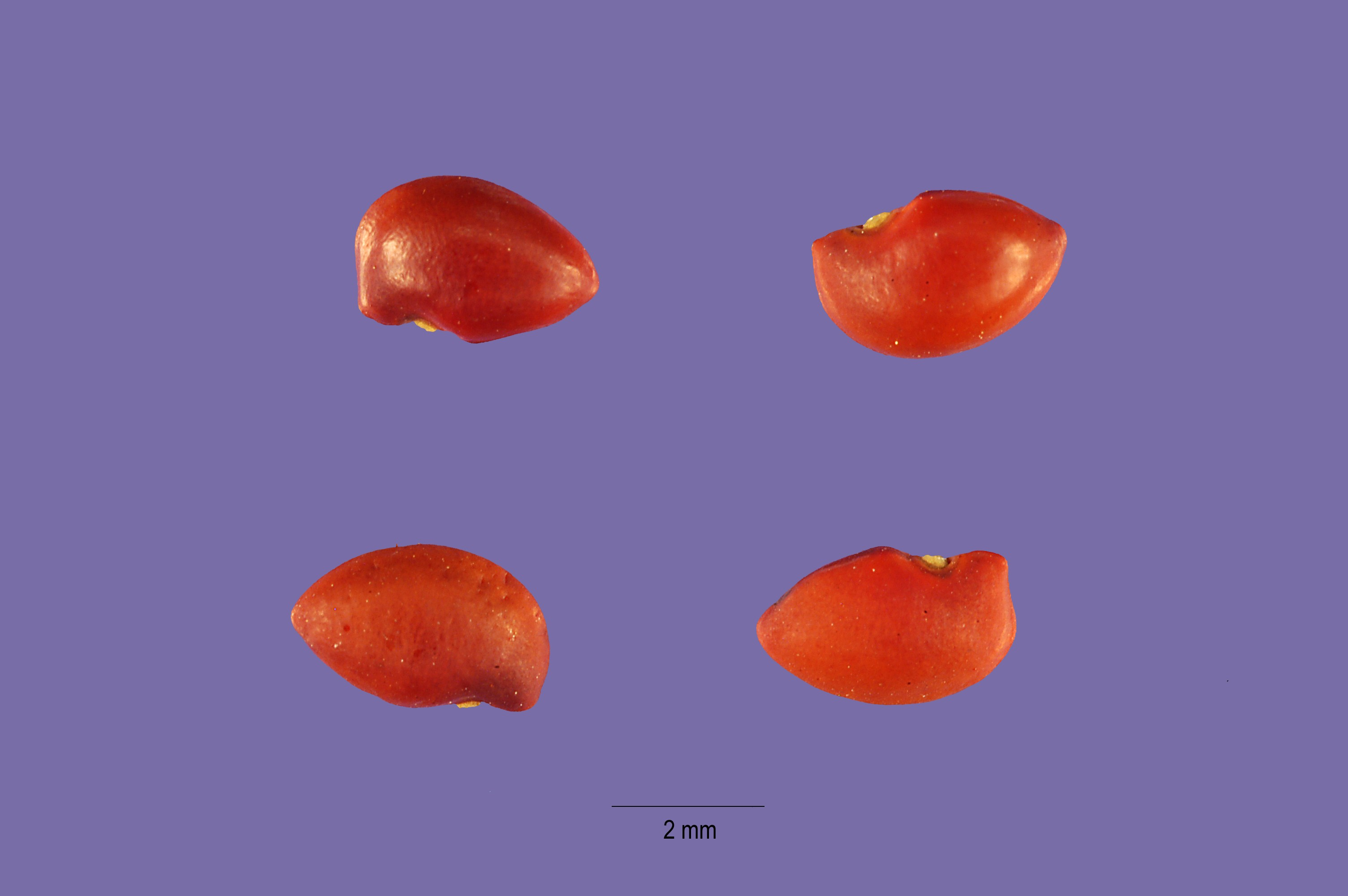
Semena netvařce kalifornského

## Zástupci
- netvařec bylinný (Amorpha herbacea)
- netvařec kalifornský (Amorpha californica)
- netvařec křovitý (Amorpha fruticosa)
- netvařec nízký (Amorpha nana)
- netvařec prutovitý (Amorpha virgata)
- netvařec šedavý (Amorpha canescens)[7][8]

## Význam
Netvařec šedavý (Amorpha canescens) tvoří významnou součást amerických prérií. Protože rozkvétá ve stejnou dobu kdy táhli bizoni, byl nazýván prérijními indiány bizoní rostlina. Omahové používali stonky při ošetřování neuralgických bolestí a revmatismu, Oglalové z nich dělali čaj a používali je do směsi na kouření. Různé druhy netvařců jsou v Severní Americe využívány jako větrolamy a ochranné pásy, neboť mají hustý keřovitý růst, pevné kořeny a jsou odolné proti hmyzím škůdcům.
Netvařec křovitý je pěstován i v Česku jako okrasný keř a je vysazován na výslunné svahy ke zpevnění půdy. Jen vzácně jsou pěstovány i jiné druhy, např. netvařec šedavý (Amorpha canescens) v Pražské botanické zahradě v Tróji.

## Přehled druhů
- Amorpha apiculata – Mexiko
- Amorpha californica – jz. USA a Mexiko
- Amorpha canescens – Kanada a USA
- Amorpha confusa – USA (Severní a Jižní Karolína)
- Amorpha fruticosa – Kanada, USA, Mexiko
- Amorpha georgiana jv. USA
- Amorpha glabra – jv. USA
- Amorpha herbacea – jv. USA
- Amorpha laevigata – j. USA
- Amorpha nana – Kanada a USA
- Amorpha nitens – v. a jv. USA
- Amorpha ouachitensis – USA (Arkansas a Oklahoma)
- Amorpha paniculata – j. USA
- Amorpha roemeriana – j. USA
- Amorpha schwerinii – jv. USA[11]